# Hal Crisler
Harold James Crisler, detto Hal (Richmond, 31 dicembre 1923 – Los Altos, 2 novembre 1987), è stato un giocatore di football americano e cestista statunitense, professionista nella NFL e nella BAA.